# 徐有慶
徐有慶（： Seo You Kyoung，1993年3月15日—），藝名有慶（： You Kyoung），韓國女歌手、演員、鼓手，曾為韓國女子組合AOA及子團AOA Black成員。

## 音樂作品
| 日期           | 專輯名稱          | 藝人   |
| 2012年7月30日  | 《Angels' Story》 | AOA    |
| 2012年10月10日 | 《Wanna Be》      | AOA    |
| 2013年7月26日  | 《MOYA》          | AOA    |
| 2020年10月19日 | 《Connect》       | 徐有慶 |

## 影視作品

### 電視劇
| 日期           | 名稱          | 飾角   |
| 2013年11月21日 | 《清潭洞111》 | 徐有慶 |

### 綜藝節目
| 日期          | 名稱              | 集數   |
| 2015年2月26日 | 《OPEN UP！ AOA》 | 10集   |
| 2016年1月     | 《偶像運動會》    | 不適用 |

## 外部連結
- 徐有慶的Instagram帳戶